# 江海燕
江海燕（1953年11月—），女，广东陆丰人，中华人民共和国政治人物。中国共产党党员。华南师范学院政治系政治教育专业毕业，中山大学经济系世界经济专业在职硕士研究生学历。现任政协第十一届广东省委员会常务委员、广东文史学会理事会会长。

## 生平
祖籍广东省陆丰县，生于海丰县:1115。历任共青团广东省委副书记、书记，江门市副市长，广东省教育厅副厅长、厅长，中共肇庆市委副书记、代市长、市长等职。2003年4月至2014年1月任广东省人民政府副秘书长。